# Dampiera roycei
Dampiera roycei är en tvåhjärtbladig växtart som beskrevs av M.T.M. Rajput. Dampiera roycei ingår i släktet Dampiera, och familjen Goodeniaceae. Inga underarter finns listade i Catalogue of Life.